# Francis J. Daly
Francis Joseph Daly (* 1886 in Cork; † 18. Februar 1950) war ein irischer Politiker.
1930 wurde Daly, der zu diesem Zeitpunkt dem Stadtrat von Cork angehörte, von Oberbürgermeister Seán French als dessen Nachfolger vorgeschlagen und schließlich auch gewählt. 1931 erfolgte seine Wiederwahl. Somit bekleidete Daly von 1930 bis 1932 das Amt des Oberbürgermeisters von Cork. Danach gehörte er weiterhin dem Stadtrat an. Als 1937 Seán French, der nach Daly wieder Oberbürgermeister geworden war, nicht mehr für das Amt kandidierte, war Daly neben seinem Namensvetter Francis J. Daly und James Hickey einer der drei Kandidaten. Obgleich Hickey schnell ausschied, konnten sich die Mitglieder des Stadtrats nicht zwischen den beiden Dalys entscheiden und so wurde die Wahl schließlich abgebrochen. Als Folge dessen entschloss sich French doch noch für eine weitere Amtszeit zur Verfügung zu stehen.
Francis Daly saß von 1943 bis 1948 für die Fianna Fáil für zwei Legislaturperioden im Dáil Éireann, dem Unterhaus des irischen Parlaments. Bei den Wahlen 1948 trat er nicht mehr an und verzichtete auf eine erneute Kandidatur.

## Anmerkung
1. ↑  Seit mindestens 1930 gab es zwei Francis J. Daly im Stadtrat von Cork. Zur Unterscheidung wurde der Oberbürgermeister mit Francis J. Daly (Blackrock) bezeichnet und sein Namensvetter mit Francis J. Daly (Carrigrohane).

| Personendaten    | Personendaten                             |
| ---------------- | ----------------------------------------- |
| NAME             | Daly, Francis J.                          |
| ALTERNATIVNAMEN  | Daly, Francis Joseph (vollständiger Name) |
| KURZBESCHREIBUNG | irischer Politiker                        |
| GEBURTSDATUM     | 1886                                      |
| GEBURTSORT       | Cork                                      |
| STERBEDATUM      | 18. Februar 1950                          |